# أنكور (جزيرة)
جزيرة أنكور (بالإنجليزية: Anchor Island)‏؛ هي جزيرة تقع في زيلندة، تقع الجزيرة جنوب غرب جزيرة ريزوليشن [الإنجليزية]، وتحيط بها العديد من الجزر الأصغر وتحوي أربع بحيرات صغيرة؛ مثل: بحيرة كيرياو؛ أكبر بحيرة في جزيرة فيوردلاند.